# Гласис
Гласи́с (фр. glacis від лат. glatia — «спад, спадина, похил, похилість») — оборонна споруда, пологий насип, що зводився перед ровом або прикритим шляхом, служив захистом укріплення та перешкодою для противника при наступі на головний вал. Гласис покращував маскування фортифікаційної споруди та обстріл місцевості перед нею.